# 로프 렌센브링크
피터르 로버르트 "로프" 렌센브링크(네덜란드어: Pieter Robert "Rob" Rensenbrink, 1947년 7월 3일 ~ 2020년 1월 24일)는 은퇴한 네덜란드의 축구 선수로, 포지션은 왼쪽 윙어였다. 두 번의 FIFA 월드컵(1974, 1978)에서 준우승을 하였으며, 1970년대 RSC 안데를레흐트에서 뛰며 벨기에 주필러 리그에서 많은 명성을 얻었다.
재능있고 독창적인 윙어였던 렌센브링크는 현역 시절 페널티킥을 단 2번 실축하였는데, 가끔 골키퍼에게 어디로 찰 것인지 알려준 후 그곳에 차넣어 득점을 올리기도 하였다.

## 클럽 경력
로프 렌센브링크는 1965년 네덜란드의 아마추어팀 도르 빌스크라흐트 스터르크에서 경력을 시작하였다. 그 후 벨기에로 건너가 클럽 브루게 KV와 RSC 안데를레흐트에서 성공을 거두었다. 1972년 주필러리그 득점왕을 차지하기도 하였다. 포틀랜드 팀버스와 툴루즈 FC에서 뛴 후 은퇴하였다.
얀 물더르는 렌센브링크에 대해 '렌센브링크는 요한 크라위프만큼 좋은 선수였다. 단지 그만이 그렇게 생각하지 않았다'라고 말하였다.

## 국제무대 경력
렌센브링크는 1968년 스코틀랜드전에서 A매치 데뷔를 하였다. 그러나 요한 크라위프와 피트 케이저르에 가려져 출장 기회를 갖지 못하였으나, 리뉘스 미헐스가 그를 1974년 FIFA 월드컵에 데려갔다. 당시 대표팀은 주로 AFC 아약스와 페예노르트의 선수들로 구성되어 있었으며, 렌센브링크는 그 시스템에 익숙하지 않았다. 그의 포지션은 측면 공격형 미드필더였으나, 요한 크라위프에게 밀려 피트 케이저르를 뒤이어 왼쪽 윙 자리에서 활약하였다. 결승전에 선발 출전하였으나, 준결승전에서 부상을 입어서 전반전만 뛰고 교체되었다. 네덜란드는 서독에게 2-1로 역전패하였다.
렌센브링크는 1978년 FIFA 월드컵에서 요한 크라위프의 빈자리를 메웠다. 첫 경기 이란전에서 해트트릭을 달성, 스코틀랜드전에서는 월드컵 통산 1,000골을 달성하였다. 결승전인 아르헨티나전에서 1-1로 팽팽히 맞서고 있던 중 후반 종료 30초 전에 뤼트 크롤의 패스를 받아 골키퍼와 1대1 상황을 만들어냈으나, 골대를 맞추었다. 결국 네덜란드는 3-1로 패하였고, 렌센브링크는 대회 5득점으로 대회 득점왕 마리오 켐페스(6골)의 뒤를 이었다. 1979년 국가대표팀에서 은퇴하였다.
2004년 3월 펠레가 선정한 현존하는 최고의 축구 선수 목록인 FIFA 100에 선정되었다.

## 수상

#### 클루브 브뤼헤
- 벨기에 컵 : 1969-70

#### 안더레흐트
- 벨기에 퍼스트 디비전 : 1971-72, 1973-74
- 벨기에 컵 : 1971-72, 1972-73, 1974-75, 1975-76
- 벨기에 리그컵 : 1973, 1974
- 유로피언컵 위너스컵 : 1975-76, 1977-78
- 유로피언 슈퍼컵 : 1976, 1978

#### 툴루즈
- 디비시옹 2 : 1981-82

#### 네덜란드
- FIFA 월드컵 준우승 : 1974, 1978
- UEFA 유로 3위 : 1976

### 개인
- 발롱도르 : 2위 (1976), 3위 (1978)
- 벨기에 퍼스트 디비전 득점왕 : 1972-73
- 유로피언컵 위너스컵 득점왕 : 1975-76
- 벨기에 골든슈 : 1976
- FIFA 월드컵 브론즈부트 : 1978
- FIFA 월드컵 도움왕 : 1978
- 유로피언컵 위너스컵 역대 최다 득점자 : 25골
- 옹즈도르 : 1976
- 옹즈 드 브론즈 : 1978, 1979
- 옹즈 드 옹즈 : 1976, 1977, 1978, 1979
- 월드컵 1000번째 득점 기록자 : 1978

#### 선정
- FIFA 100 : 2004
- 벨기에 퍼스트 디비전 역대 최고의 외국인 선수 : 2007
- 안더레흐트 역대 최고의 선수 : 2008
- DH 선정 안더레흐트 역대 베스트 : 2020
- IOC 선정 유럽 올해의 선수 : 1975-76
- 베스트 골든슈팀 : 2011